# Stryper
A Stryper 1983-ban alakult keresztény jellegű amerikai heavy metal/hard rock/glam metal együttes. A zenekar jelenlegi felállása a következő: Michael Sweet (ének, gitár), Oz Fox (gitár), Perry Richardson (basszusgitár) és Robert Sweet (dob). Ők az első olyan keresztény rock zenekar, amelyik fősodor-beli (mainstream) sikereket ért el.

## Története
1983-ban alakultak a kaliforniai Orange megyében "Roxx Regime" néven. Zenéjükre a Van Halen hatott, így a Van Halen jellegű hard rock hangzást párosítják keresztény témájú szövegekkel. Nem sokkal később Stryperre változtatták a nevüket. Az együttes neve a Bibliából származik, de Robert Sweet dobos szerint a "Stryper" név a "salvation through redemption, yielding peace, encouragement and righteousness" kifejezés rövidítése is. Első kiadványuk egy 1984-es EP volt. Első stúdióalbumuk, a Soldiers Under Command aranylemez minősítést ért el, az utána következő nagylemezük, a To Hell with the Devil platina lemez lett, míg harmadik stúdióalbumuk, az In God We Trust újból aranylemez minősítést szerzett. 1993-ban feloszlottak, majd 2003-tól kezdve újból működnek.

## Tagok
- Michael Sweet – ének, gitár, zongora (1982–1992, 1999–2001, 2003–)
- Robert Sweet – dob, ütős hangszerek (1982–1993, 1999–2001, 2003–)
- Oz Fox – gitár, vokál (1983–1992, 1999–2001, 2003–), ének (1992–1993)
- Perry Richardson – basszusgitár, vokál (2017–)

Korábbi tagok
- Eric Johnson – basszusgitár, vokál (1982)
- Scott Lane – gitár, vokál (1983)
- John Voorhees – basszusgitár, vokál (1983)
- Tim Gaines – basszusgitár, vokál, billentyűk (1983–1986, 1986–1993, 1999–2001, 2003–2004, 2010–2017)
- Matt Hurich – basszusgitár, vokál (1986)
- Tracy Ferrie – basszusgitár, vokál (2004–2010)

## Diszkográfia
- The Yellow and Black Attack (EP, 1984)
- Soldiers Under Command (1985)
- To Hell with the Devil (1986)
- In God We Trust (1988)
- Against the Law (1990)
- Reborn (2005)
- Murder by Pride (2009)
- The Covering (2011)
- Second Coming (2013)
- No More Hell to Pay (2013)
- Fallen (2015)
- God Damn Evil (2018)
- Even the Devil Believes (2020)